# Cappella dei Mercanti di Torino
La cappella dei Mercanti, Negozianti e Banchieri, più nota semplicemente come cappella dei Mercanti, è un luogo di culto cattolico situato nel centro storico di Torino, al numero 25 della monumentale via Garibaldi. Grazie alla sua ottima acustica, è utilizzata per concerti di musica classica.
La cappella, la cui costruzione è stata autorizzata dalle autorità nel corso del secolo XV, fu edificata a partire dalla fine del Seicento e la maggior parte delle opere conservate al suo interno è datata tra Sei e Settecento, in stile barocco.
La sagrestia conserva il Calendario Perpetuo dell'ingegnere Giovanni Plana, un'antica macchina da calcolo costruita per calcolare il calendario per 4000 anni. 

## Storia e descrizione
La Pia Congregazione dei Banchieri, Negozianti e Mercanti di Torino fu riconosciuta nel 1663, e costruì la propria cappella all’interno del palazzo dei Gesuiti, nell’isolato di San Paolo (di proprietà della congregazione) su via Dora Grossa, oggi via Garibaldi. Lo spazio è attiguo alla cinquecentesca Chiesa dei Santi Martiri, presieduta dai Gesuiti. La cappella fu costruita durante il rettorato del gesuita Agostino Provana (1680-1726). Inaugurata nel 1692, la grande sala rettangolare fu decorata negli anni successivi sotto la direzione di Provana.
Il tema delle decorazioni è l’Epifania, che rappresenta manifestazione di Cristo ai potenti della terra e in cui la Congregazione celebra la propria festa.
Le pareti della sala principale vedono numerosi dipinti secenteschi, tutti ispirati al tema dei Magi. Sulla parete sinistra Erode con i Magi e i sapienti (ante 1694) di Sebastiano Taricco, Viaggio dei Magi verso Betlemme (ante 1694) di Luigi Vannier, Aprimento dei tesori dei Santi Re (1705) di Stefano Maria Legnani (detto Legnanino), e Annuncio dell’angelo ai Magi (ante 1694) di Sebastiano Taricco. Sulla parete sinistra Comparsa della stella consultata dai Magi (1703) di Andrea Pozzo, Re David che medita il mistero dell’Epifania (ante 1695) di Stefano Maria Legnani, Strage degli Innocenti (1703) di Andrea Pozzo,e Corteo dei Magi vicino a Gerusalemme (1712) di Niccolò Carone. Si alternano ai dipinti statue in legno marmorizzato realizzate da Carlo Giuseppe Plura tra il 1707 e il 1715 e raffiguranti papi e padri della chiesa; San Giovanni Crisostomo, San Gregorio, e Sant’Ambrogio sulla parete sinistra e San Gerolamo, San Leone, e Sant’Agostino sulla parete destra. Plana scolpì anche il busto marmoreo della Madonna a sinistra dell'altare. 
L'altare risale al 1797 ed è opera di Michele Emanuele Buscaglione. Adiacenti alla parete dietro l'altare e ai lati di questo vi sono due reliquiari, mentre sulla parete si trovano tre tele del pittore gesuita Andrea Pozzo: Natività con i pastori (1699 circa), Adorazione dei Magi (ante 1694), e Fuga in Egitto (1699 circa). Anche la bella volta affrescata dal Legnanino presenta lo stile barocco e raffigura Il Paradiso, profeti, sibille ed episodi biblici e reisale al 1694-1695. L'organo alla parete opposta all'altare è risalente al Settecento.
Nella sagrestia vi sono la pala Adorazione dei Magi (1620 circa) di Guglielmo Caccia (detto Moncalvo), e un Piccolo Trono (1792) di Michele Brassiè, assieme ad un armadio di Natale Favriano del 1712. La sagrestia ospita anche dei preziosi paliotti e l'archivio della Congregazione.
Il 21 gennaio 2017 la cappella è stata restituita al pubblico, dopo un periodo di restauro.

## Sacrestia con il "calendario perpetuo"
La sacrestia contiene diversi oggetti sacri, ma soprattutto il famoso "calendario perpetuo" di Giovanni Plana, una delle più antiche macchine di calcolo (è dotato di tamburi rotanti e di un sistema di trasmissione che permette la combinazione corretta delle diverse informazioni contenute nel sistema) che permette il calcolo calandariale preciso su un arco temporale di ben 4000 anni a partire dall'anno zero (compreso il calcolo delle lunazioni, dei giorni della settimana e delle festività cristiane).

## Galleria d'immagini

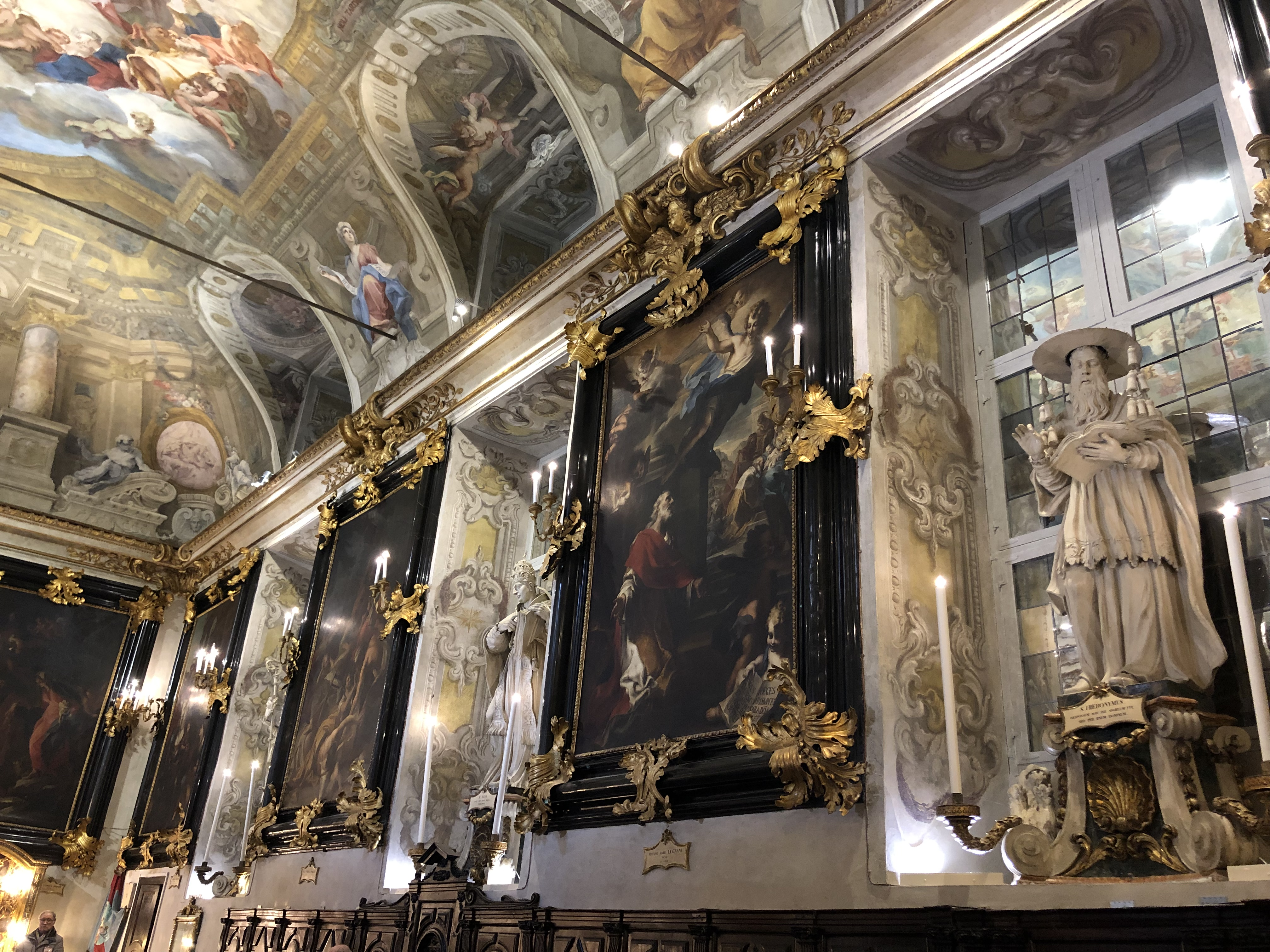
Parete destra
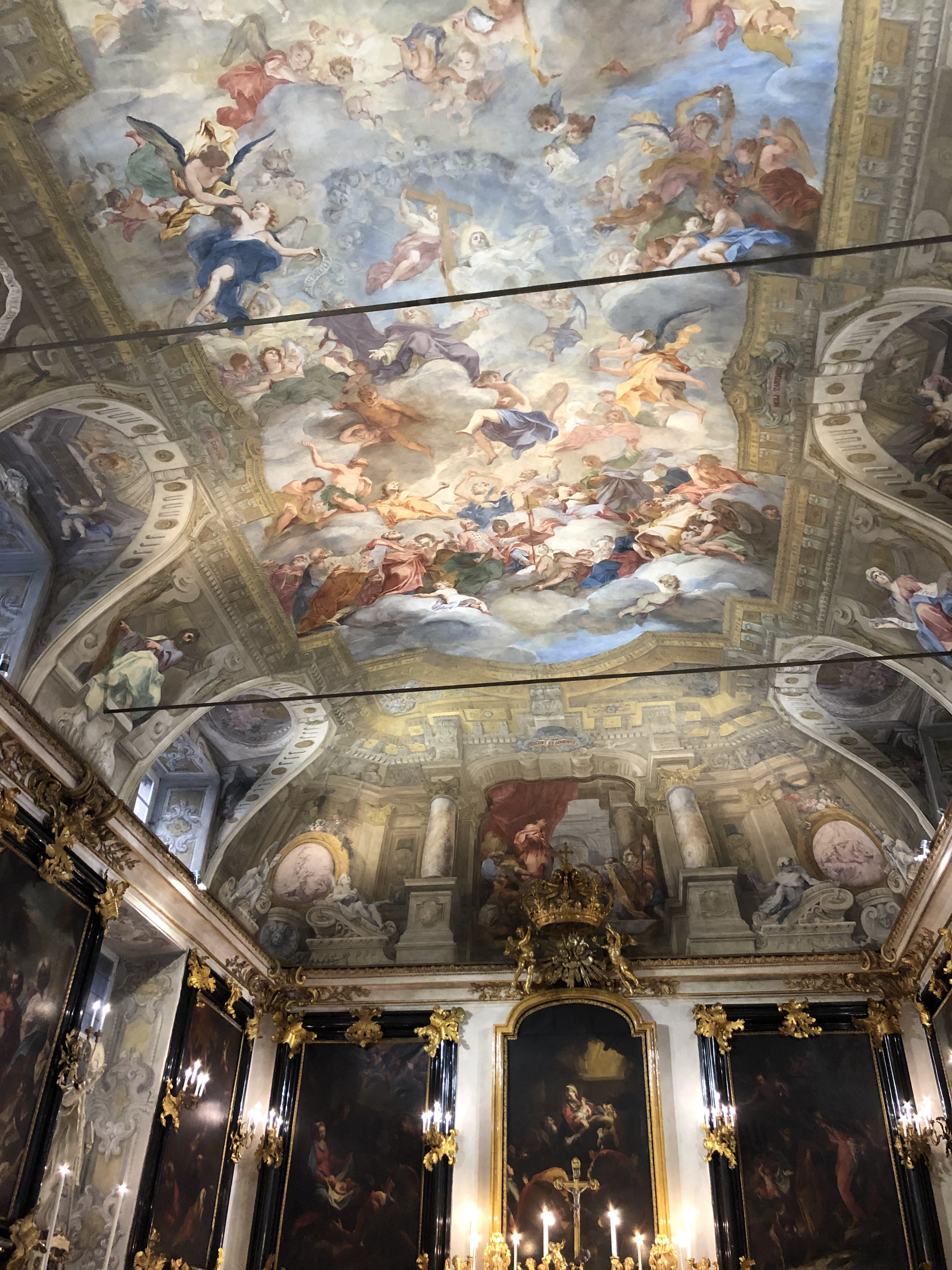
Volta affrescata da Stefano Maria Legnani
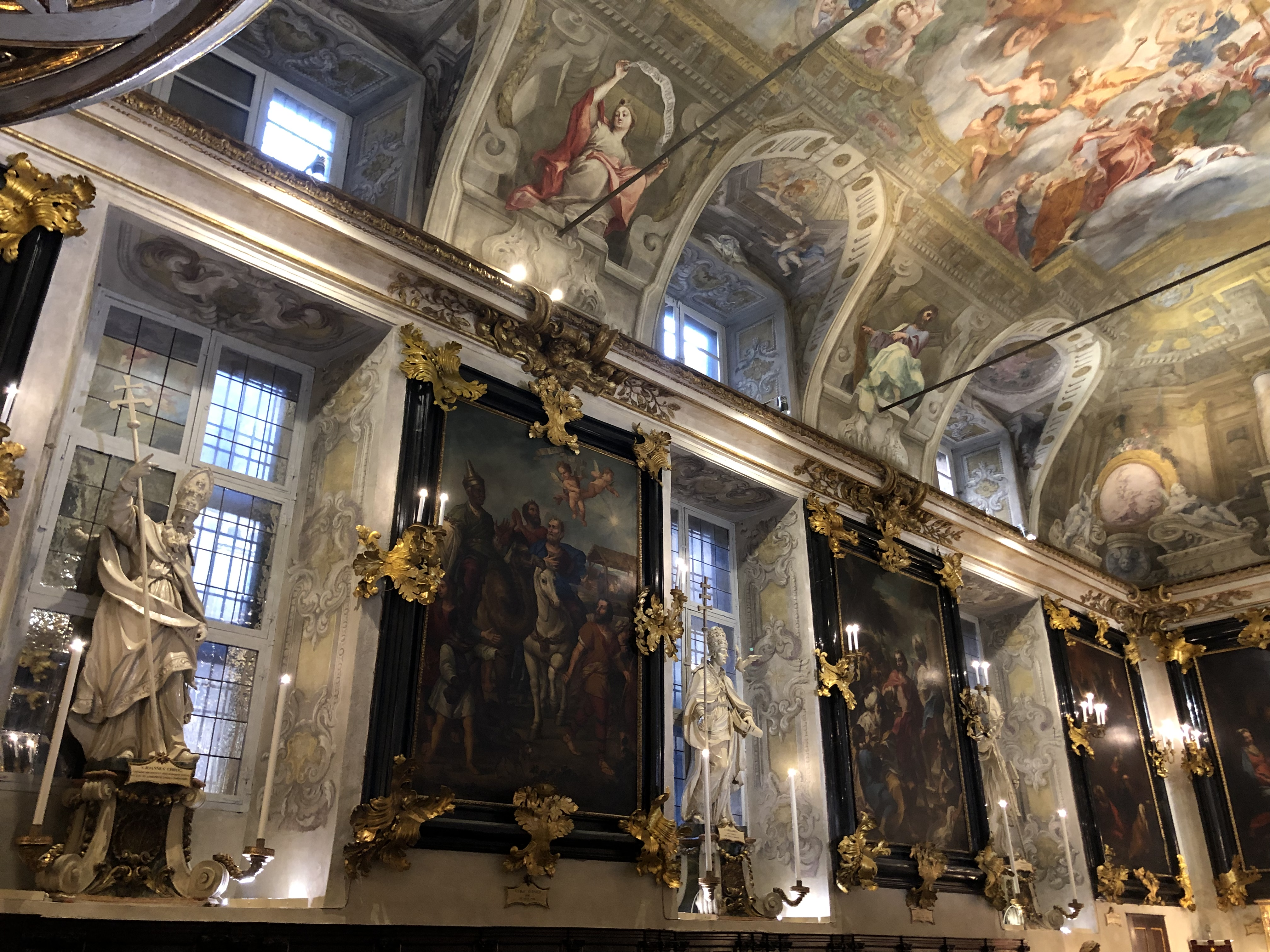
Parete sinistra
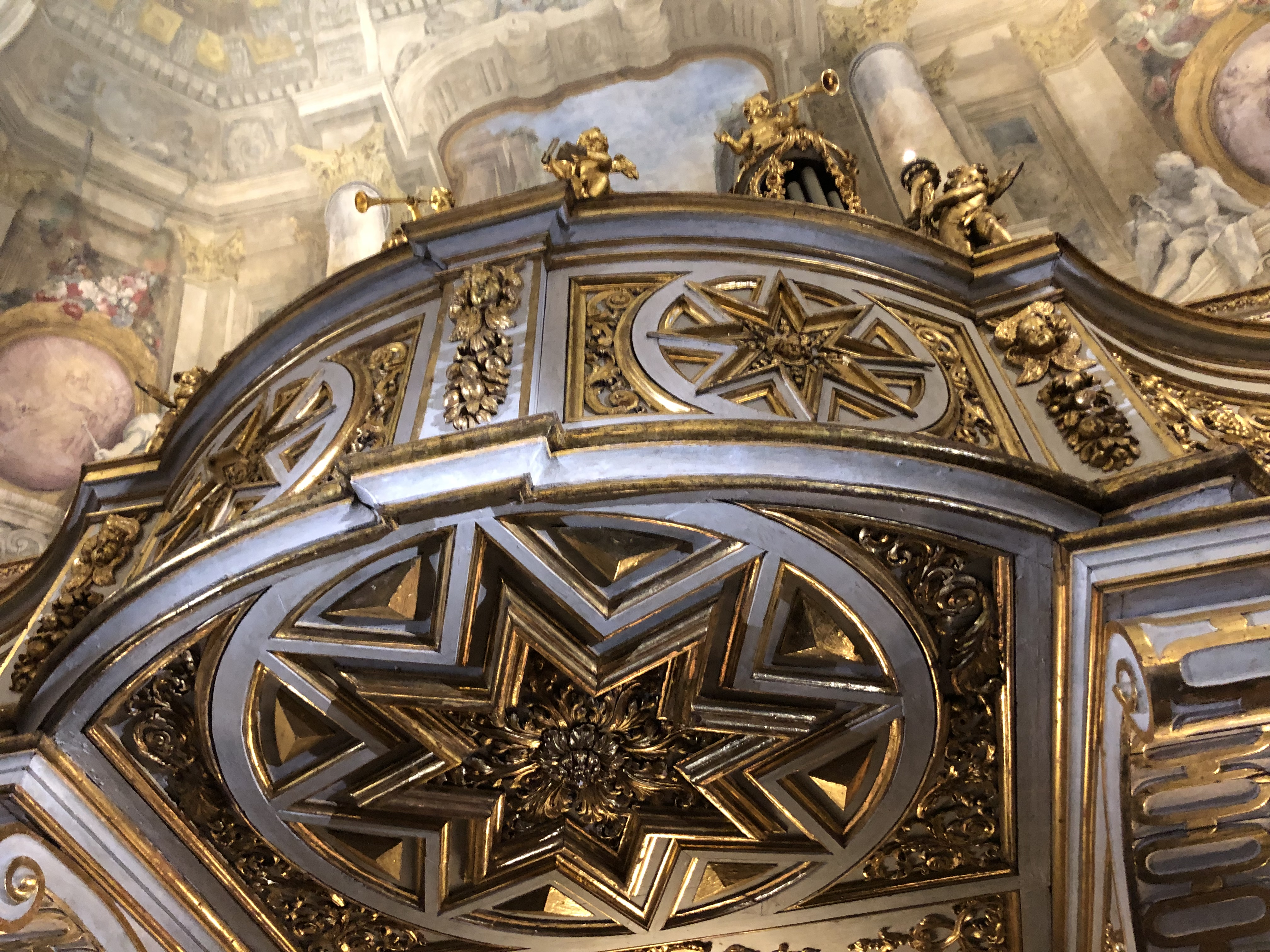
Organo
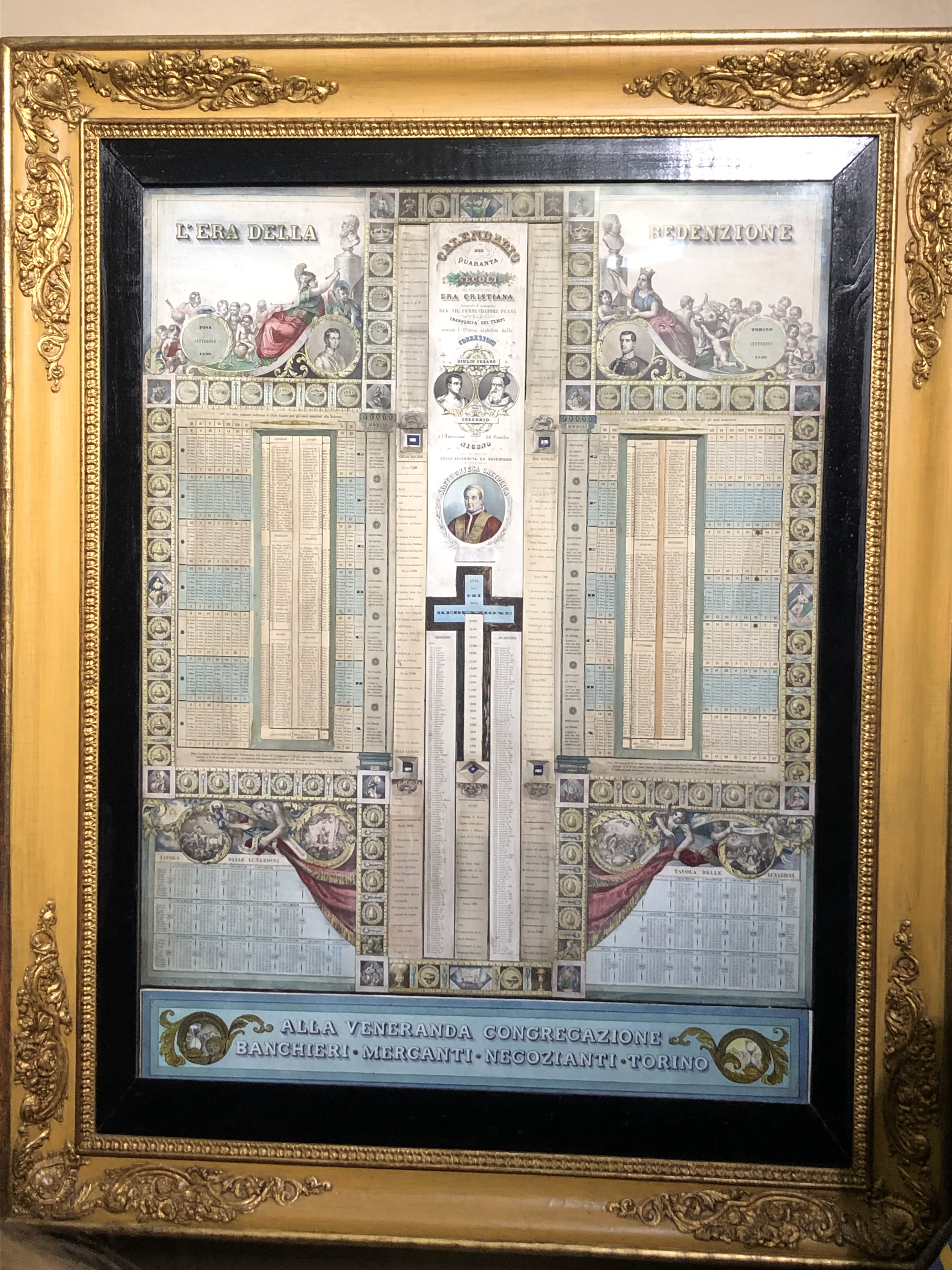
Calendario Perpetuo
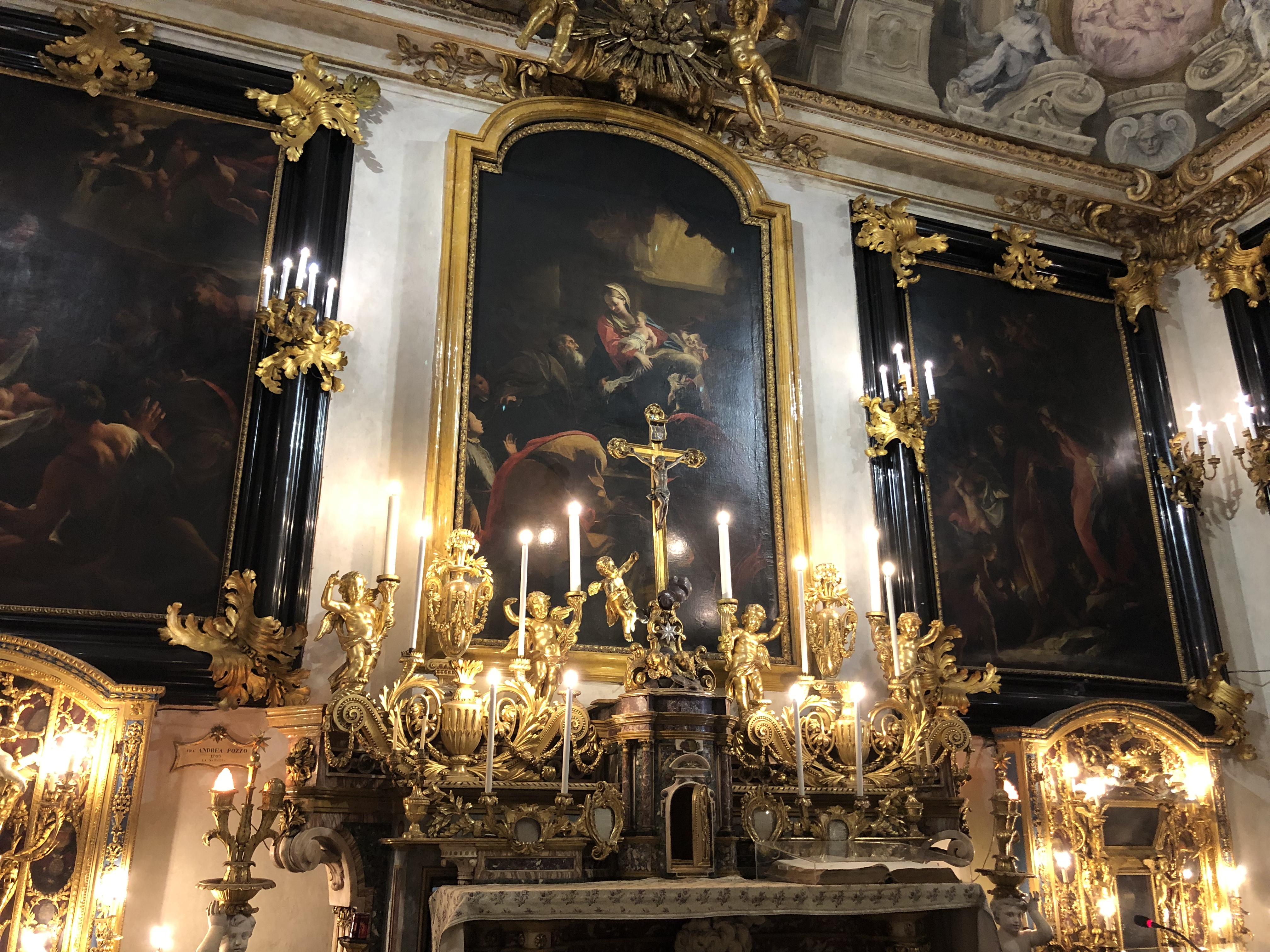
Altare con pale di Andrea Pozzo